# Mestre d'Alzira
S'anomena Mestre d'Alzira un pintor, encara anònim, actiu al segon quart del segle xvi, pertanyent a l'escola valenciana del Renaixement. Probablement fou deixeble d'Hernando Yáñez de la Almedina i Hernando de los Llanos. Rebé aquest nom de Chandler R. Post i Diego Angulo Íñiguez, pel retaule de l'església de Sant Agustí d'Alzira que se li atribueix. Basant-se en les seues característiques estilístiques, s'ha relacionat el mestre aragonès de Sixena. i amb els Macip.
Entre les obres atribuïdes cal destacar:
- Retaule de la Mare de Déu de l'església de Sant Agustí d'Alzira (1527), que es conserva en l'actualitat a les Escoles Pies de Gandia.
- Retaule de Sant Pere i Sant Pau de l'església homònima de Xàtiva (ca. 1527).[6]
- Sant Miquel (ca. 1530).[7] Museu de Belles Arts de València, abans atribuït a Fernando Yáñez.[4]
- Tríptic de La Magdalena (Pietat amb sant Joan i Maria Magdalena).[8] Museu de Belles Arts de València. Amb anterioritat estigué al Museu Diocesà de València.[4]
- San Vicent Màrtir i Sant Vicent Ferrer (ca. 1530), conservats al Museu Catedralici i Diocesà.
- Al·legoria de la prudència (ca. 1545), conservada al Museu de Belles Arts de Budapest.
- Improperis (ca. 1535-1545), conservat al Museu Catedralici i Diocesà.
- Adormició de la Mare de Déu (ca. 1527-1550), conservat a la Casa de Orduñas de el Castell de Guadalest.[9]
- Crist amb tres àngels (ca. 1550), conservat al Museu de Belles Arts de València.[10]
- Retaule de sant Jaume el Major (ca. 1528-1553), conservades al Museu de Dublín[11]